# Eddy Bell
Eddy Bell (* 12. Juli 1941 in Chicago, Illinois; † 21. Mai 2012 ebenda), auch bekannt als Eddy Blazonczyk, war ein US-amerikanischer Rockabilly-, Rock-’n’-Roll- und Polka-Musiker. Nachdem er in den 1950er- und frühen 1960er-Jahren als Eddy Bell Rock ’n’ Roll gespielt hatte, war er seit 1963 unter seinem bürgerlichen Namen einer der bekanntesten Polka-Musiker der USA.

## Leben

### Kindheit und Jugend
Bells Eltern stammten aus der Region des Tatra-Gebirges im Süden Polens, wanderten aber in die Vereinigten Staaten aus. Sie spielten beide in traditionellen Polka-Gruppen und Bell wurde nachhaltig von der Musik Lil’ Wallys, Steve Adamczyks, Eddie Zimas, Marion Lushs und Frank Yankovics beeinflusst. Er selbst erlernte als Kind Akkordeon.

### Karriere als Rock ’n’ Roller
Während Bell in den 1950er-Jahren eine High School in Wisconsin besuchte, widmete er sich dem Rock ’n’ Roll. Er begann, mit den Bel-Aires zu spielen und erhielt die Möglichkeit, mit Stars wie Buddy Holly, Gene Vincent und Brenda Lee auf Tournee zu gehen. 1960 wurde er von Mercury Records unter Vertrag genommen und seine erste Single erschien im selben Jahr mit The Masked Man (Hi Yo Silver) / Anytime. Die A-Seite war ein Remake des Western-Klassikers Hi Yo Silver, der durch Stars wie Roy Rogers berühmt gemacht wurde.
Die Single verkaufte sich gut und Bell wurde zu einem Gastauftritt in Dick Clarks Fernsehshow American Bandstand eingeladen. Diese Zeit war der Höhepunkt in Bells Rock-’n’-Roll-Karriere, da er im Norden der USA eine hohe Popularität erreichte. Es folgten 1961 eine weitere Single für das Mercury-Label, Knock, Knock, Knock, und danach ein Vertrag bei Lucky Four Records. Dort erschienen drei weitere Singles, unter anderem Johnny Be-Goode Is in Hollywood und The Great Great Pumpkin. Bells letzte Rock-’n’-Roll-Single erschien mit He’s a Square / Few More Days bei Bel-Aire Records, das womöglich ihm selbst gehörte.

### Karriere als Polka-Musiker
1963 wurde Bell von seinem Freund Chet gefragt, dessen neuer Polka-Band, den Versatones, beizutreten. Noch im selben Jahr wurde das erste Album bei Bel-Aire eingespielt. Die Musik war eine Mischung aus 1950er-Rock’n’Roll, Country-Musik, Cajun-Musik und Polka, sodass eine vollkommen neue Tanzmusik geschaffen wurde.
Die Popularität, vor allem der Live-Auftritte, stieg immer mehr in den nächsten Jahren. Bell spielte nun wieder unter seinem bürgerlichen Namen und erhielt 1967 einen Preis als The Nation’s #1 Polka Band. Erfolg und Bekanntheit stiegen weiter, sodass mit der Zeit etliche Alben aufgenommen wurden. 1970 wurde Eddy Blazonczyk in die Polka Hall of Fame aufgenommen und 1987 gewannen die Versatones für ihr Album Another Polka Celebration einen Grammy.
1989 stieg Blazonczyks Sohn Eddy Blazonczyk, Jr. in die Band ein und übernahm 1997 die Leitung der Versatones. Blazonczyk selber zog sich 2002 aus der Musikszene aufgrund von gesundheitlichen Problemen zurück. Ein Jahr später wurden die Versatones zum 14. Mal für den Grammy nominiert.

## Diskografie

### Singles
| Jahr | Titel                                                                      | Label #               |
| ---- | -------------------------------------------------------------------------- | --------------------- |
| 1960 | The Masked Man (Hi Yo Silver) / Anytime                                    | Mercury 71677X45      |
| 1961 | Knock, Knock, Knock (Knocking On My Door) / Wear My Class Ring on a Ribbon | Mercury 71763         |
| 1961 | He’s a Square / Wage Assignment Blues (als Belvederes)                     | Lucky Four 45-1003    |
| 1961 | Johnny Be-Goode Is in Hollywood / I’m All Alone                            | Lucky Four 45-1005    |
| 1961 | The Great Great Pumpkin / I’m Still In Love with You                       | Lucky Four 45-LF-1012 |
|      | He’s a Square / Few More Days                                              | Bel-Aire 956          |
|      | Twinkletoes / Because It’s Xmas                                            | Versa 101             |

### Alben
Alle Alben wurden für Bel-Aire Records eingespielt, die Veröffentlichungen ab 2002 allerdings ohne Eddy Blazonczyk.
| - 1963: Polka Parade - 1963: Here Come the Versatones - 1964: Something Just For You - 1964: Po Staro Krajsku – Old Country Style - 1965: Musically Yours - 1965: Polka Tour - 1966: Po Staro Krajsku – Old Country Style Vol. 2 - 1966: Happy Polka Music - 1966: Christmas Time - 1967: Polish Party - 1967: Let’s Hear a Polka - 1968: Poland European Tour - 1969: Polkas a Plenty - 1969: America’s Most Wanted Polka Band - 1970: Something a Little Bit Different - 1971: Polka Music Hall of Fame - 1971: Honkey Style Polkas - 1972: Country Flavored Polkas - 1972: Langer Sisters Mett ddy Blanzonyck’s Versatones - 1973: Polka Hits - 1974: More Country Flavored Country Hits, Vol. 2 - 1974: More Honky Style Polkas, Vol. 2 - 1975: Polka Concert - 1975: A Polka Christmas - 1976: Polka Spotlite - 1976: We Were Made for Eacht Other - 1976: Polka Jamboree - 1977: Award Winning Polkas - 1977: Wide World of Polkas - 1978: Roaring Polkas - 1979: More Honky Style Polkas, Vol. 3 - 1980: Polka Cruise - 1980: Hawaiian Polka Tour | - 1981: Polka Festival - 1981: Polka Music’s Here to Stay - 1982: Polka Medley Album - 1982: Custom Made Polkas - 1983: Polka Thriller - 1984: Polka Fireworks - 1985: A Polka Celebration - 1987: Let’s Celebrate Again - 1988: 25th Anniversary Album - 1989: Good Ol’ Days - 1990: Everybody Polka - 1991: All Around the World - 1992: All American Polkas - 1993: A New Batch of Polkas - 1994: Always, Forever and a Day - 1995: Better Than Ever - 1996: Music, Music, Music - 1997: Holiday Favorites - 1998: Shakin’ not Stirred - 1999: Smokin’ Polkas - 2000: Another Day at the Office - 2001: Live and Kickin’ - 2002: My Father’s Shoes - 2003: Versalicious - 2004: Highways and Dancehalls - 2005: Under the Influence - 2006: Batteries Not Included |